# Liar Liar
Liar Liar (titulada Mentiroso compulsivo en España y Mentiroso, mentiroso en Hispanoamérica) es una película estadounidense de comedia fantástica estrenada en 1997, con actuación de Jim Carrey, que fue propuesto como candidato al Globo de Oro como mejor actor de comedia por su papel.
Fue dirigida por Tom Shadyac y escrita por Paul Guay y Stephen Mazur. Es una de las tres películas hechas entre Carrey y Shadyac, las otras son Ace Ventura (1994) y Bruce Almighty (2003).
La película fue dedicada a la memoria del actor Jason Bernard, que murió poco después de finalizar el rodaje.

## Sinopsis
Fletcher Reede (Jim Carrey) es un abogado parlanchín, ambicioso y sin escrúpulos que se atiene a un solo código ético: la verdad es negociable. No tiene rival en cuanto a exagerar y distorsionar la realidad en el juicio con tal de conseguir un veredicto favorable. Esta habilidad le ha permitido ganarse una prometedora carrera legal representando a los personajes más inmorales de la sociedad, clientes a los que otros abogados rechazan por pura ética. Además, Fletcher incumple frecuentemente sus promesas para centrarse en su trabajo, al que dedica más tiempo que a su familia, formada por su exmujer Audrey (Maura Tierney) y su hijo Max (Justin Cooper), que va a cumplir cinco años. Su cliente actual, la egocéntrica y codiciosa Samantha Cole (Jennifer Tilly), ha atraído la atención de los socios del bufete para el que trabaja Fletcher. Si gana el caso, supondrá una fortuna para el bufete y un gran ascenso para su carrera. La noche del cumpleaños de Max, Fletcher telefonea a Audrey y le miente diciendo que no puede acudir debido al trabajo, cuando en realidad está teniendo sexo con su jefa, Miranda, para conseguir su ascenso. Decepcionado y harto de promesas incumplidas, Max pide como deseo de cumpleaños que su padre no pueda mentir durante un día. Esa noche, el deseo se hace inmediatamente realidad, y Fletcher le dice inconscientemente a Miranda que "ha tenido mejores", haciendo que ella lo eche de su oficina.
A la mañana siguiente, Fletcher descubre que no puede decir ni hacer nada falso o deshonesto. Durante todo el día, ofende a todo aquel que habla con él con las vulgares y dolorosas verdades que salen de su boca de forma incontrolada, y luego su auto es llevado al depósito cuando reconoce sus numerosas infracciones de tráfico y sus multas sin pagar a un policía que le detiene. En el juicio, Fletcher es incapaz de hacer una pregunta si sabe que la respuesta es falsa, lo que arruina su estrategia de defensa en el caso Cole, ya que Samantha y su amante, Kenneth Falk, tienen planeado cometer perjurio basándose en el escrito plagado de mentiras que Fletcher ha elaborado.
De otra parte, Fletcher se entera de que Audrey tiene pensado mudarse con Max a Boston para vivir con su novio, Jerry (Cary Elwes), y le pide que lo reconsidere. Durante la conversación, Audrey le cuenta el deseo de Max de la noche anterior. En la tarde, Fletcher visita a Max en la escuela y le pide que deshaga el deseo, explicando que los adultos necesitan mentir a veces, pero queda devastado cuando Max le dice que él es el único que le hace sufrir con sus mentiras. Como el deseo solo dura un día, Fletcher hace todo lo posible para retrasar el juicio del caso Cole, ya que el deseo expirará a las 8:15 PM, hora en la que Max pidió el deseo. Sin embargo, las cosas no hacen más que empeorar para Fletcher cuando acaba admitiendo su tacañería ante su secretaria Greta, las inmorales razones que le dio para denegarle un aumento de sueldo y los regalos de poco valor que le hizo, además de las excusas falsas que le hacía dar a la madre de Fletcher para no hablar con ella por teléfono. Al escuchar todas las revelaciones, Greta renuncia cuando recuerda el caso de una amiga suya que perdió 6.000 dólares en un pleito injusto por culpa de abogados como Fletcher y él admite que hubiera conseguido 10.000 dólares.
En el juzgado, Fletcher sigue intentando hacer todo lo posible para retrasar el juicio, incluso dándose una paliza pero describiéndose en tercera persona como quien lo agredió con lo que en cierta manera no está mintiendo, pero se ve obligado a reconocer que está en condiciones de continuar y el juicio prosigue tras un receso. El comportamiento errático de Fletcher (protestando contra sí mismo y forzando a su propio testigo a reconocer que mantuvo un romance con Samantha, lo cual, según el acuerdo prenupcial firmado por ella y su marido Richard, la privaría de cualquier derecho sobre el patrimonio marital) solo empeora sus posibilidades, y cuando parece que está a punto de perder el caso, observa que una copia del permiso de conducir de Samantha y su certificado de nacimiento muestran años de nacimiento distintos. Esto le hace darse cuenta de que Samantha mintió sobre su edad al casarse y el acuerdo prenupcial es nulo porque era menor de edad, lo que le permite ganar el caso sin mentir, obteniendo 11.395.000 dólares para Samantha. Sin embargo, Samantha también pide la custodia exclusiva de sus hijos para obtener 10.000 dólares más de su marido. Fletcher, al darse cuenta de que sus mentiras han perjudicado a un padre bueno y cariñoso y han premiado a una esposa infiel y egoísta, pide al juez que revoque su decisión, pero acaba siendo arrestado por desacato. Al rato, telefonea a Audrey desde la cárcel para pedirle que pague su fianza, pero ella le cuelga y se marcha al aeropuerto con Max.
Greta, al enterarse de lo que ha ocurrido en el juzgado y darse cuenta de que Fletcher se ha reformado, paga su fianza. Tras salir de la cárcel y con la intención de ser una persona honesta y mejorar su relación con su hijo, Fletcher corre al aeropuerto para evitar que Audrey y Max se vayan para siempre. Mientras el avión se prepara para despegar, Fletcher se introduce oculto en una bolsa de equipaje, roba una escalera de embarque para perseguir al avión y llama la atención del piloto arrojándole un zapato, obligándole a detener el avión. Sin embargo, la escalera choca contra una barrera y Fletcher sale despedido por el aire, cayendo sobre un montón de equipajes y rompiéndose las piernas. Antes de que se lo lleven al hospital en una camilla, Fletcher le dice a Max que es lo más importante de su vida y que no podría soportar que se fuera, y le pide perdón por romper sus promesas. A pesar de que el deseo ya ha expirado, Fletcher asegura que dice la verdad. Audrey decide darle otra oportunidad a Fletcher, y aunque Jerry se siente triste porque él sí debe irse a Boston para dirigir un hospital, se alegra de que Fletcher vaya a ser un mejor padre para Max desde ahora.
Un año después, Fletcher (ya recuperado de sus lesiones y trabajando en su propio bufete con Greta como secretaria), Audrey y el celebran el cumpleaños de Max. El pequeño pide un deseo y sopla las velas, y al encender la luz, ve a sus padres besándose. Fletcher piensa que Max ha deseado que él y Audrey se reconcilien, pero Max dice que ha pedido unos patines, y la película termina con los tres jugando, volviendo a ser felices como antes. 
Durante los créditos finales se muestran las tomas falsas de la película.

## Reparto
- Jim Carrey - Fletcher Reede
- Maura Tierney - Audrey Reede
- Justin Cooper - Max Reede
- Jennifer Tilly - Samantha Cole
- Amanda Donohoe - Miranda
- Jason Bernard - Juez Marshall Stevens
- Cary Elwes - Jerry
- Swoosie Kurtz - Dana Appleton
- Anne Haney - Greta
- Eric Pierpoint - Richard Cole
- Chip Mayer - Kenneth Falk
- Mitchell Ryan - Sr. Allan
- Cheri Oteri - Jane
- Krista Allen - Chica en el ascensor
- Don Keefer - Mendigo en el juzgado

## Doblaje
| Personaje             | Actor original    | Actor de voz          | Actor de voz      |
| --------------------- | ----------------- | --------------------- | ----------------- |
| Fletcher Reede        | Jim Carrey        | Luis Posada           | Mario Castañeda   |
| Audrey Reede          | Maura Tierney     | María Del Mar Tamarit | Cristina Camargo  |
| Max Reede             | Justin Cooper     | Masumi Mutsuda        | Raúl Castellanos  |
| Jerry                 | Cary Elwes        | Sergio Zamora         | Rafael Rivera     |
| Juez Marshall Stevens | Jason Bernard (†) | Camilo García         | Armando Réndiz    |
| Samantha Cole         | Jennifer Tilly    | Concha García Valero  | Sylvia Garcel     |
| Greta                 | Anne Haney        | Marta Martorell       | Ángela Villanueva |
| Miranda               | Amanda Donohoe    | Mercedes Montalá      | Dulce María Romay |
| Dana Appleton         | Swoosie Kurtz     | Julia Gallego         | Araceli de León   |
| Sr. Allan             | Mitchell Ryan     | José Antequera        | Germán Fabregat   |
| Kenneth Falk          | Chip Mayer        | Alfonso Vallés        | José Arenas       |
| Richard Cole          | Eric Pierpoint    | Juan Carlos Gustems   | Enrique Mederos   |
| Detective Bryson      | Randy Oglesby     |                       | Abel Rocha        |
| Chica en el ascensor  | Krista Allen      |                       | Rebeca Patiño     |

Créditos técnicos (España)
- Estudio de Doblaje: Sonoblok, Barcelona
- Director de Doblaje: Gonzalo Abril
- Traductor: Sally Temper
- Grabación y mezcla de Diálogos: Guillermo Ramos
- Producción de Doblaje: United International Pictures

Créditos técnicos (México)
- Estudio de Doblaje: Auditel, México, D. F.
- Director de Doblaje: René Salinas
- Traductor: Raúl Felipe Orozco
- Producción de Doblaje: Universal Pictures

## Recepción
Liar Liar recibió reseñas positivas por parte de la crítica. El 81 % de las críticas en el sitio Rotten Tomatoes fueron positivas, con un índice de audiencia promedio de 6,9 sobre 10. El consenso del sitio indica: "Pese a su simple guion, Liar Liar es elevada por el exuberante humor físico de Jim Carrey, y el resultado es un disturbio de risas que ayuda a ampliar el atractivo del comediante". En Metacritic tiene un puntaje de 70 sobre 100, basado en 20 críticas, indicando "reseñas generalmente positivas".
El crítico Roger Ebert la calificó con tres estrellas de cuatro posibles, afirmando: "Estoy empezando a sospechar que la forma de actuar de Jim Carrey me empieza a gustar". El crítico no recibió de buena manera las películas anteriores de Carrey Dumb and Dumber y Ace Ventura: Pet Detective, por lo que se mostró sorprendido con la interpretación del actor canadiense en Liar Liar.